# Ozías
Ozías, Azarías, o Uzías,  (en hebreo: אֻזִּיָּהוּ‎, romanizado: Uzziah, lit. 'Yahu es mi fuerza' o 'Yahu es mi poder') fue un rey de Judá que, según la Enciclopedia Católica, reinó en el período 809-759 a. C., pero según Edwin R. Thiele, la fecha del reinado sería 767-740 a. C., si bien entre 751 y 740 a. C. ejercería una corregencia con Jotán de Judá, por haber ya contraído la lepra. Era hijo del rey Amasías y de Jecolías, y tuvo un próspero reinado, hasta que fue arruinado por problemas de salud.

## Relato bíblico
Uzías inició su reinado en Judá a los dieciséis años para reemplazar al rey Amasías, su padre, que había sido asesinado.
Mientras siguió la religión su reinado fue muy próspero. Reconstruyó la ciudad de Elat y la devolvió al territorio de Judá; en la guerra ganó a los filisteos y los obligó a arrasar parte de las murallas de Gat, de Jabné y Asdod; en el lugar donde se arrasaron las murallas construyó ciudades.
Triunfó ante los filisteos, un sector de árabes en Gur-Baal y contra los amonitas, que le pagaron tributos. La fama y poderío de Ozías se extendió incluso hasta la frontera con Egipto.
Uzías estaba muy preocupado por la agricultura, mandó a construir varias cisternas, por el numeroso ganado, por los viñadores y por los labradores, además construyó torres en Jerusalén, en la Puerta del Ángulo, en el Ángulo y en la Puerta del Valle, las fortificó y mandó a construir también en pleno desierto.
Según los historiadores hebreos, durante el reinado de Ozías, el ejército llegó a los 307,500 soldados todos bajo sus órdenes y que le ofrecían lealtad. Al ejército se le realizó censo, se le entregó mucho material y se mandó a construir máquinas, hechas por un ingeniero, que se colocaron en los ángulos y en las torres para arrojar saetas y piedras grandes.
Su fama y poderío llegó muy lejos, Ozías se hizo muy popular incluso en otros territorios, sin embargo empezó a ser muy orgulloso y a desobedecer sus promesas con Yahveh.
Fue al templo a quemar incienso, los sacerdotes se enojaron con él y le dijeron que estaba renegado, Ozías se enfureció, le brotó lepra en la frente por desobedecer a Yahveh y fue enfermando cada vez más, hasta que le fue imposible gobernar.
Debió ser aislado del cargo y puesto en una casa alejada, por su imposibilidad, se puso a la cabeza del reino a su hijo Jotán de Judá, finalmente falleció con lepra y fue sepultado con otros reyes.
Su reinado terminó el año 759 a. C. Ozías es mencionado en el Libro de Zacarías, y el autor le relaciona con un terremoto que ocurrió en sus días.

## Arqueología
Aparte de la Biblia, Azarías aparece también mencionado en sellos de piedra de dos de sus sirvientes reales, los cuales leen "[perteneciente] a 'Abiyah, ministro de' Uziyah" y "[perteneciente] a Shubnayah, ministro de 'Uziyah", respectivamente. También una porción muy fragmentaria de los anales de Tiglat-Pileser menciona a "Azaria'u" de "Ya'uda", aparentemente el rey "Azarías de Judá", aunque existen algunas dudas respecto a este punto.
En 1931, el profesor E.L. Sukenik de la Universidad Hebrea descubrió un hallazgo arqueológico, conocido como la Tablilla de Uzías, que encontró en la colección del convento ortodoxo ruso de Eleona (Convento de la Ascensión) del Monte de los Olivos. La inscripción en la tablilla está escrita en un dialecto arameo muy similar al arameo bíblico, y su contenido se traduce, "Aquí se trajeron los huesos de Uzías, rey de Judá. No sea abierto". Según su guion, está fechado alrededor del 30-70 d. C., lo que puede sugerir que hubo un entierro posterior de Uzías durante el período del Segundo Templo.